# Leandra magdalenensis
Leandra magdalenensis är en tvåhjärtbladig växtart som beskrevs av Alexander Curt Brade. Leandra magdalenensis ingår i släktet Leandra och familjen Melastomataceae. Inga underarter finns listade i Catalogue of Life.